# Danny Allsopp
Daniel Lee Allsopp (ur. 10 sierpnia 1978) – australijski piłkarz występujący na pozycji napastnika; trzykrotny reprezentant kraju.

## Sukcesy
- A-League – sezon zasadniczy
  - mistrz (2): 2006/2007, 2008/2009
- A-League
  - mistrz (2): 2006/2007, 2008/2009